# Малая Гижга
Малая Гижга — река в России, протекает в Усольском районе Пермского края. Устье реки находится в 13 км по левому берегу реки Гижга. Длина реки составляет 10 км.
Исток реки в болотах в 10 км к северо-западу от деревни Сороковая. Исток находится на водоразделе Кондаса и Уролки. Река течёт на юго-восток по ненаселённому лесному массиву, впадает в Гижгу выше деревни Сороковая.

## Данные водного реестра
По данным государственного водного реестра России относится к Камскому бассейновому округу, водохозяйственный участок реки — Кама от города Березники до Камского гидроузла, без реки Косьва (от истока до Широковского гидроузла), Чусовая и Сылва, речной подбассейн реки — бассейны притоков Камы до впадения Белой. Речной бассейн реки — Кама.
По данным геоинформационной системы водохозяйственного районирования территории РФ, подготовленной Федеральным агентством водных ресурсов:
- Код водного объекта в государственном водном реестре — 10010100912111100007574
- Код по гидрологической изученности (ГИ) — 111100757
- Код бассейна — 10.01.01.009
- Номер тома по ГИ — 11
- Выпуск по ГИ — 1